# Walter Lord
Walter Lord, född 8 oktober 1917 i Baltimore, Maryland, USA, död 19 maj 2002, var en amerikansk författare, främst känd för fackboken A Night to Remember om Titanic och dess förlisning.
Lord var son till John Walterhouse Lord och Henrietta Hoffman. Hans far var advokat och dog när Walter Lord var tre år gammal. Hans mor följde ofta med på RMS Olympics resor. Lord började visa ett stort intresse för Titanic redan vid nio års ålder. Han bad sin mor att få resa med ombord på Titanics systerfartyg Olympic, där han väl ombord frågade besättningen ett flertal frågor om vad som egentligen hände när Titanic sjönk.
Efter att Lord gått ut från high school valde han att studera på Princeton University med inriktning historia, där han utexaminerades 1939. Lord blev sedan inskriven vid Yale Universitys juridiska fakultet Yale Law School, men avbröt sina studier då han var verksam inom förenta staternas armé under andra världskriget. Efter krigets slut 1945 återupptog Lord sina studier vid Yale där han så småningom tog examen i juridik.
Intresset för Titanic hade kraftigt minskat efter de båda världskrigen, men när Lord utgav sin bok A Night to Remeber 1954 blev boken en enorm succé. Boken sålde stort världen över och filmatiserades 1958 med samma titel. 1955 låg hans bok på första plats bland de mest sålda böckerna i New York Times. Lord medverkade även i en rad andra Titanic-projekt. 1997 arbetade han som konsult för regissören James Cameron till den berömda filmen Titanic (1997) där mycket av Lords kunskaper användes som mall i filmen. Han var även med och arbetade som rådgivare till datorspelet Titanic: Adventure Out of Time (1996).
Utöver sina bidrag om Titanic utgav han en rad andra framgångsrika böcker. 1994 fick han ta emot det årliga priset "The Francis Parkman Prize for Special Achievement".
Walter Lord avled i Parkinsons sjukdom på Manhattan vid 84 års ålder.